# دانييلا ديسي
دانييلا ديسي (بالإيطالية: Daniela Dessì)‏‏ (14 مايو 1957 - 20 أغسطس 2016)، مغنية سوبرانو وأوبرا إيطالية. بدأت مسيرتها الفنية في الثمانينات إلى جانب المياسترو الإيطالي كلاوديو أبادو، وظهرت كثيراً إلى جانب شريكها فابيو أرميلياتو، وقد أديا معاً أوبرا عايدة في برلين في أبريل 2001.

## روابط خارجية
- دانييلا ديسي على موقع IMDb (الإنجليزية)
- دانييلا ديسي على موقع ميوزك برينز (الإنجليزية)
- دانييلا ديسي على موقع أول ميوزيك (الإنجليزية)
- دانييلا ديسي على موقع ديسكوغز (الإنجليزية)
- دانييلا ديسي على موقع قاعدة بيانات الفيلم (الإنجليزية)